# Résultats détaillés des championnats d'Europe d'athlétisme 1969
Résultats détaillés des Championnats d'Europe d'athlétisme 1969 d'Athènes.
| Courses: 100 m - 200 m - 400 m - 800 m - 1 500 m - 5 000 m - 10 000 m - Marathon Obstacles: 110 m haies - 100 m haies - 400 m haies - 3 000 m steeple Marche: 20 km - 50 km Sauts: Hauteur - Longueur - Triple saut - Perche Lancers: Javelot - Disque - Poids - Marteau Relais: 4 × 100 m - 4 × 400 m Epreuves combinées: Décathlon - Pentathlon Tableau des médailles |

## 100 m
| Rang | Pays               | Athlète        | Temps  |
| ---- | ------------------ | -------------- | ------ |
| 1    | Union soviétique   | Valeriy Borzov | 10 s 4 |
| 2    | France             | Alain Sarteur  | 10 s 4 |
| 3    | Suisse             | Philippe Clerc | 10 s 5 |
| 4    | France             | Gérard Fenouil | 10 s 7 |
| 5    | Allemagne de l'Est | Hermann Burde  | 10 s 7 |
| 6    | Royaume-Uni        | Barrie Kelly   | 10 s 7 |
| 7    | Allemagne de l'Est | Peter Haase    | 10 s 8 |
| 8    | France             | René Metz      | DNF    |

| Rang | Pays               | Athlète            | Temps  |
| ---- | ------------------ | ------------------ | ------ |
| 1    | Allemagne de l'Est | Petra Vogt         | 11 s 6 |
| 2    | Pays-Bas           | Wilma van den Berg | 11 s 7 |
| 3    | Royaume-Uni        | Anita Neil         | 11 s 8 |
| 4    | Royaume-Uni        | Val Peat           | 11 s 8 |
| 5    | Allemagne de l'Est | Karin Balzer       | 11 s 8 |
| 6    | Allemagne de l'Est | Regina Höfer       | 11 s 8 |
| 7    | Tchécoslovaquie    | Eva Gleskova       | 11 s 8 |
| 8    | France             | Sylviane Telliez   | 11 s 9 |

## 200 m
| Rang | Pays               | Athlète             | Temps  |
| ---- | ------------------ | ------------------- | ------ |
| 1    | Suisse             | Philippe Clerc      | 20 s 6 |
| 2    | Allemagne de l'Est | Hermann Burde       | 20 s 9 |
| 3    | Pologne            | Zenon Nowosz        | 20 s 9 |
| 4    | Allemagne de l'Est | Hans-Jürgen Bombach | 21 s 0 |
| 5    | Tchécoslovaquie    | Jiří Kynos          | 21 s 0 |
| 6    | Suisse             | Hansruedi Wiedmer   | 21 s 1 |
| 7    | Italie             | Pasqualino Abeti    | 21 s 1 |
| 8    | France             | Philippe Guillet    | 21 s 2 |

| Rang | Pays               | Athlète            | Temps  |
| ---- | ------------------ | ------------------ | ------ |
| 1    | Allemagne de l'Est | Petra Vogt         | 23 s 2 |
| 2    | Allemagne de l'Est | Renate Meissner    | 23 s 3 |
| 3    | Royaume-Uni        | Val Peat           | 23 s 3 |
| 4    | Pays-Bas           | Wilma van den Berg | 23 s 5 |
| 5    | France             | Gabrielle Meyer    | 23 s 7 |
| 6    | Roumanie           | Mariana Goth       | 23 s 9 |
| 7    | Danemark           | Else Hadrup        | 24 s 0 |
| 8    | Royaume-Uni        | Madeleine Cobb     | 24 s 1 |

## 400 m
| Rang | Pays             | Athlète              | Temps  |
| ---- | ---------------- | -------------------- | ------ |
| 1    | Pologne          | Jan Werner           | 45 s 7 |
| 2    | France           | Jean-Claude Nallet   | 45 s 8 |
| 3    | Pologne          | Stanisław Grędziński | 45 s 8 |
| 4    | France           | Jacques Carette      | 45 s 9 |
| 5    | Union soviétique | Aleksandr Bratchikov | 45 s 9 |
| 6    | Pologne          | Andrzej Badenski     | 46 s 0 |
| 7    | Union soviétique | Boris Savchuk        | 46 s 3 |
| 8    | Italie           | Sergio Bello         | 46 s 6 |

| Rang | Pays               | Athlète            | Temps  |
| ---- | ------------------ | ------------------ | ------ |
| 1    | France             | Nicole Duclos      | 51 s 7 |
| 2    | France             | Colette Besson     | 51 s 7 |
| 3    | Autriche           | Maria Sykora       | 53 s 0 |
| 4    | Allemagne de l'Est | Hannelore Middecke | 53 s 1 |
| 5    | Suède              | Karin Lundgren     | 53 s 4 |
| 6    | Italie             | Donata Govoni      | 53 s 6 |
| 7    | Royaume-Uni        | Janet Simpson      | 53 s 8 |
| 8    | Royaume-Uni        | Rosemary Stirling  | 54 s 6 |

## 800 m
| Rang | Pays               | Athlète              | Temps        |
| ---- | ------------------ | -------------------- | ------------ |
| 1    | Allemagne de l'Est | Dieter Fromm         | 1 min 45 s 9 |
| 2    | Tchécoslovaquie    | Jozef Plachý         | 1 min 46 s 2 |
| 3    | Allemagne de l'Est | Manfred Matuschewski | 1 min 46 s 8 |
| 4    | Union soviétique   | Yevgeniy Arzhanov    | 1 min 47 s 1 |
| 5    | Suisse             | Hansueli Mumenthaler | 1 min 47 s 2 |
| 6    | Pologne            | Andrzej Kupczyk      | 1 min 47 s 5 |
| 7    | Irlande            | Noel Carroll         | 1 min 49 s 1 |
| 8    | Allemagne de l'Est | Erhard Schulze       | 1 min 55 s 4 |

| Rang | Pays               | Athlète              | Temps        |
| ---- | ------------------ | -------------------- | ------------ |
| 1    | Royaume-Uni        | Lillian Board        | 2 min 01 s 4 |
| 2    | Danemark           | Annelise Damm-Olesen | 2 min 02 s 6 |
| 3    | Yougoslavie        | Vera Nikolic         | 2 min 02 s 6 |
| 4    | Allemagne de l'Est | Barbara Wieck        | 2 min 02 s 7 |
| 5    | Roumanie           | Ileana Silai         | 2 min 03 s 0 |
| 6    | Royaume-Uni        | Pat Lowe             | 2 min 03 s 4 |
| 7    | Suède              | Anne-Marie Nenzell   | 2 min 05 s 2 |
| 8    | Pays-Bas           | Ilja Keizer-Laman    | 2 min 05 s 2 |

## 1 500 m
| Rang | Pays            | Athlète             | Temps        |
| ---- | --------------- | ------------------- | ------------ |
| 1    | Royaume-Uni     | John Whetton        | 3 min 39 s 4 |
| 2    | Irlande         | Frank Murphy        | 3 min 39 s 5 |
| 3    | Pologne         | Henryk Szordykowski | 3 min 39 s 8 |
| 4    | Belgique        | Edgard Salvé        | 3 min 39 s 9 |
| 5    | Belgique        | André De Hertoghe   | 3 min 40 s 9 |
| 6    | France          | Jean Wadoux         | 3 min 41 s 7 |
| 7    | Tchécoslovaquie | Pavel Penkava       | 3 min 41 s 7 |
| 8    | Italie          | Francesco Arese     | 3 min 42 s 2 |

| Rang | Pays               | Athlète              | Temps        |
| ---- | ------------------ | -------------------- | ------------ |
| 1    | Tchécoslovaquie    | Jaroslava Jehlicková | 4 min 10 s 7 |
| 2    | Pays-Bas           | Maria Gommers        | 4 min 11 s 9 |
| 3    | Italie             | Paola Pigni          | 4 min 12 s 0 |
| 4    | Union soviétique   | Lyudmila Bragina     | 4 min 13 s 2 |
| 5    | Pays-Bas           | Ilja Keizer-Laman    | 4 min 13 s 3 |
| 6    | Allemagne de l'Est | Regine Kleinau       | 4 min 15 s 2 |
| 7    | Royaume-Uni        | Rita Ridley          | 4 min 15 s 9 |
| 8    | Suède              | Anne-Marie Nenzell   | 4 min 16 s 6 |

## 5 000 m
| Rang | Pays               | Athlète               | Temps         |
| ---- | ------------------ | --------------------- | ------------- |
| 1    | Royaume-Uni        | Ian Stewart           | 13 min 44 s 8 |
| 2    | Union soviétique   | Rashid Sharafyetdinov | 13 min 45 s 8 |
| 3    | Royaume-Uni        | Alan Blinston         | 13 min 47 s 6 |
| 4    | Allemagne de l'Est | Bernd Diessner        | 13 min 50 s 4 |
| 5    | Yougoslavie        | Dane Korica           | 13 min 51 s 4 |
| 6    | Italie             | Giuseppe Ardizzone    | 13 min 51 s 8 |
| 7    | Belgique           | Emiel Puttemans       | 13 min 53 s 2 |
| 8    | Suède              | Bengt Nåjde           | 13 min 55 s 8 |

## 10 000 m
| Rang | Pays               | Athlète          | Temps         |
| ---- | ------------------ | ---------------- | ------------- |
| 1    | Allemagne de l'Est | Jürgen Haase     | 28 min 41 s 6 |
| 2    | Royaume-Uni        | Mike Tagg        | 28 min 43 s 2 |
| 3    | Union soviétique   | Nikolay Sviridov | 28 min 45 s 8 |
| 4    | Yougoslavie        | Drago Zuntar     | 28 min 46 s 0 |
| 5    | Belgique           | Gaston Roelants  | 28 min 49 s 8 |
| 6    | Royaume-Uni        | Mike Freary      | 28 min 49 s 8 |
| 7    | France             | René Jourdan     | 28 min 57 s 0 |
| 8    | Bulgarie           | Georgi Tikhov    | 29 min 04 s 0 |

## Marathon
| Rang | Pays               | Athlète         | Temps           |
| ---- | ------------------ | --------------- | --------------- |
| 1    | Royaume-Uni        | Ron Hill        | 2 h 16 min 47 s |
| 2    | Belgique           | Gaston Roelants | 2 h 17 min 22 s |
| 3    | Royaume-Uni        | Jim Alder       | 2 h 19 min 05 s |
| 4    | Allemagne de l'Est | Jürgen Busch    | 2 h 19 min 34 s |
| 5    | Turquie            | Ismail Akcay    | 2 h 22 min 16 s |
| 6    | Hongrie            | Denes Simon     | 2 h 22 min 58 s |
| 7    | Pologne            | Michel Wójcik   | 2 h 23 min 36 s |
| 8    | Union soviétique   | Yuriy Volkov    | 2 h 24 min 09 s |

## 110 m haies/100 m haies
| Rang | Pays               | Athlète         | Temps  |
| ---- | ------------------ | --------------- | ------ |
| 1    | Italie             | Eddy Ottoz      | 13 s 5 |
| 2    | Royaume-Uni        | David Hemery    | 13 s 7 |
| 3    | Royaume-Uni        | Alan Pascoe     | 13 s 9 |
| 4    | France             | Guy Drut        | 14 s 0 |
| 5    | Allemagne de l'Est | Raimund Bethge  | 14 s 1 |
| 6    | France             | Pierre Schoebel | 14 s 1 |
| 7    | Norvège            | Kjellfred Weum  | 14 s 1 |
| 8    | Italie             | Sergio Liani    | 14 s 1 |

| Rang | Pays               | Athlète           | Temps  |
| ---- | ------------------ | ----------------- | ------ |
| 1    | Allemagne de l'Est | Karin Balzer      | 13 s 3 |
| 2    | Allemagne de l'Est | Bärbel Podeswa    | 13 s 6 |
| 3    | Pologne            | Teresa Nowak      | 13 s 7 |
| 4    | Union soviétique   | Lia Khitrina      | 13 s 8 |
| 5    | Pologne            | Teresa Sukniewicz | 13 s 8 |
| 6    | Allemagne de l'Est | Regina Höfer      | 13 s 9 |
| 7    | Royaume-Uni        | Christine Perera  | 14 s 0 |
| 8    | Finlande           | Sirkka Norrlund   | 14 s 1 |

## 400 m haies
| Rang | Pays             | Athlète                | Temps  |
| ---- | ---------------- | ---------------------- | ------ |
| 1    | Union soviétique | Vyacheslav Skomorokhov | 49 s 7 |
| 2    | Royaume-Uni      | John Sherwood          | 50 s 1 |
| 3    | Royaume-Uni      | Andrew Todd            | 50 s 3 |
| 4    | Suisse           | Hansjörg Wirz          | 50 s 8 |
| 5    | France           | François Huard         | 51 s 1 |
| 6    | Pologne          | Wilhelm Weinstand      | 51 s 2 |
| 7    | Pologne          | Tadeusz Kulczycki      | 51 s 3 |
| 8    | Italie           | Giorgio Ballati        | 52 s 4 |

## 3 000 m steeple
| Rang | Pays             | Athlète           | Temps        |
| ---- | ---------------- | ----------------- | ------------ |
| 1    | Bulgarie         | Mikhail Zhelev    | 8 min 25 s 0 |
| 2    | Union soviétique | Aleksandr Morozov | 8 min 25 s 6 |
| 3    | Union soviétique | Vladimir Dudin    | 8 min 26 s 6 |
| 4    | Bulgarie         | Georgi Tikhov     | 8 min 27 s 2 |
| 5    | France           | Jean-Paul Villain | 8 min 33 s 4 |
| 6    | Norvège          | Arne Risa         | 8 min 34 s 4 |
| 7    | Pologne          | Kazimierz Maranda | 8 min 34 s 6 |
| 8    | Royaume-Uni      | Gerry Stevens     | 8 min 36 s 6 |

## Saut en hauteur
| Rang | Pays             | Athlète           | Performance |
| ---- | ---------------- | ----------------- | ----------- |
| 1    | Union soviétique | Valentin Gavrilov | 2,17 m      |
| 2    | Finlande         | Reijo Vähälä      | 2,17 m      |
| 3    | Italie           | Erminio Azzaro    | 2,17 m      |
| 4    | France           | Henry Elliot      | 2,14 m      |
| 5    | Hongrie          | István Major      | 2,14 m      |
| 6    | Suède            | Christer Celion   | 2,14 m      |
| 7    | Hongrie          | József Tihányi    | 2,11 m      |
| 8    | Union soviétique | Valeriy Skvortsov | 2,08 m      |

| Rang | Pays               | Athlète           | Performance |
| ---- | ------------------ | ----------------- | ----------- |
| 1    | Tchécoslovaquie    | Miloslava Rezková | 1,83 m      |
| 2    | Union soviétique   | Antonina Lazareva | 1,83 m      |
| 3    | Tchécoslovaquie    | Mária Mračnová    | 1,83 m      |
| 4    | Allemagne de l'Est | Rita Schmidt      | 1,83 m      |
| 5    | Allemagne de l'Est | Karin Schulze     | 1,77 m      |
| 6    | Yougoslavie        | Snezana Hrepevnik | 1,77 m      |
| 7    | Autriche           | Ilona Gusenbauer  | 1,77 m      |
| 8    | Royaume-Uni        | Barbara Inkpen    | 1,77 m      |

## Saut en longueur
| Rang | Pays               | Athlète             | Performance |
| ---- | ------------------ | ------------------- | ----------- |
| 1    | Union soviétique   | Igor Ter-Ovanessian | 8,17 m      |
| 2    | Royaume-Uni        | Lynn Davies         | 8,07 m      |
| 3    | Union soviétique   | Tõnu Lepik          | 8,04 m      |
| 4    | Allemagne de l'Est | Klaus Beer          | 8,03 m      |
| 5    | Union soviétique   | Leonid Barkovskiy   | 8,02 m      |
| 6    | Allemagne de l'Est | Max Klauss          | 8,00 m      |
| 7    | France             | Jacques Pani        | 7,87 m      |
| 8    | France             | Gérard Ugolini      | 7,87 m      |

| Rang | Pays               | Athlète              | Performance |
| ---- | ------------------ | -------------------- | ----------- |
| 1    | Pologne            | Miroslawa Sarna      | 6,49 m      |
| 2    | Roumanie           | Viorica Viscopoleanu | 6,45 m      |
| 3    | Norvège            | Berit Berthelsen     | 6,44 m      |
| 4    | Bulgarie           | Diana Yorgova        | 6,31 m      |
| 5    | Union soviétique   | Tatyana Bitchkova    | 6,29 m      |
| 6    | Royaume-Uni        | Maureen Barton       | 6,28 m      |
| 7    | Tchécoslovaquie    | Eva Kucmanová        | 6,21 m      |
| 8    | Allemagne de l'Est | Kristina Hauer       | 6,19 m      |

## Saut à la perche
| Rang | Pays               | Athlète               | Performance |
| ---- | ------------------ | --------------------- | ----------- |
| 1    | Allemagne de l'Est | Wolfgang Nordwig      | 5,30 m      |
| 2    | Suède              | Kjell Isaksson        | 5,20 m      |
| 3    | Italie             | Aldo Righi            | 5,10 m      |
| 4    | Grèce              | Chrístos Papanikoláou | 5,00 m      |
| 5    | Suède              | John-Erik Blomqvist   | 5,00 m      |
| 6    | Allemagne de l'Est | Joachim Bär           | 5,00 m      |
| 7    | Royaume-Uni        | Michael Bull          | 5,00 m      |
| 8    | Finlande           | Erkki Mustakari       | 4,90 m      |

## Triple saut
| Rang | Pays               | Athlète          | Performance |
| ---- | ------------------ | ---------------- | ----------- |
| 1    | Union soviétique   | Viktor Saneïev   | 17,34 m     |
| 2    | Hongrie            | Zoltán Cziffra   | 16,85 m     |
| 3    | Allemagne de l'Est | Klaus Neumann    | 16,68 m     |
| 4    | Roumanie           | Carol Corbu      | 16,56 m     |
| 5    | Union soviétique   | Nikolay Dudkin   | 16,46 m     |
| 6    | Allemagne de l'Est | Jörg Drehmel     | 16,23 m     |
| 7    | Italie             | Giuseppe Gentile | 16,03 m     |
| 8    | France             | Serge Firca      | 15,94 m     |

## Lancer du disque
| Rang | Pays               | Athlète           | Performance |
| ---- | ------------------ | ----------------- | ----------- |
| 1    | Allemagne de l'Est | Hartmut Losch     | 61,82 m     |
| 2    | Suède              | Ricky Bruch       | 61,08 m     |
| 3    | Allemagne de l'Est | Lothar Milde      | 59,34 m     |
| 4    | Tchécoslovaquie    | Ludvík Danek      | 59,30 m     |
| 5    | Union soviétique   | Vladimir Lyakhov  | 59,10 m     |
| 6    | Hongrie            | Ferenc Tégla      | 58,18 m     |
| 7    | Allemagne de l'Est | Günter Schaumburg | 57,88 m     |
| 8    | Danemark           | Kaj Andersen      | 56,26 m     |

| Rang | Pays               | Athlète            | Performance |
| ---- | ------------------ | ------------------ | ----------- |
| 1    | Union soviétique   | Tamara Danilova    | 59,28 m     |
| 2    | Union soviétique   | Lyudmila Muravyova | 59,24 m     |
| 3    | Allemagne de l'Est | Karin Illgen       | 58,66 m     |
| 4    | Roumanie           | Lia Manoliu        | 57,38 m     |
| 5    | Union soviétique   | Antonina Popova    | 56,66 m     |
| 6    | Roumanie           | Olimpia Catarama   | 56,62 m     |
| 7    | Allemagne de l'Est | Gabriele Hinzmann  | 52,32 m     |
| 8    | Hongrie            | Judit Stugner      | 52,00 m     |

## Lancer du poids
| Rang | Pays               | Athlète                  | Performance |
| ---- | ------------------ | ------------------------ | ----------- |
| 1    | Allemagne de l'Est | Dieter Hoffmann          | 20,12 m     |
| 2    | Allemagne de l'Est | Heinz-Joachim Rothenburg | 20,05 m     |
| 3    | Allemagne de l'Est | Hans-Peter Gies          | 19,78 m     |
| 4    | Finlande           | Matti Yrjölä             | 19,27 m     |
| 5    | France             | Pierre Colnard           | 19,06 m     |
| 6    | Union soviétique   | Eduard Gushchin          | 18,91 m     |
| 7    | Hongrie            | Vilmos Varju             | 18,78 m     |
| 8    | Union soviétique   | Nikolay Karasyov         | 18,71 m     |

| Rang | Pays               | Athlète           | Performance |
| ---- | ------------------ | ----------------- | ----------- |
| 1    | Union soviétique   | Nadezhda Chizhova | 20,43 m     |
| 2    | Allemagne de l'Est | Margitta Gummel   | 19,58 m     |
| 3    | Allemagne de l'Est | Marita Lange      | 18,56 m     |
| 4    | Bulgarie           | Ivanka Hristova   | 18,04 m     |
| 5    | Allemagne de l'Est | Renate Boy        | 17,59 m     |
| 6    | Pays-Bas           | Els van Noorduyn  | 17,28 m     |
| 7    | Union soviétique   | Irina Solontsova  | 17,25 m     |
| 8    | Union soviétique   | Galina Nyekrasova | 17,19 m     |

## Lancer du marteau
| Rang | Pays               | Athlète             | Performance |
| ---- | ------------------ | ------------------- | ----------- |
| 1    | Union soviétique   | Anatoliy Bondarchuk | 74,68 m     |
| 2    | Union soviétique   | Romuald Klim        | 72,74 m     |
| 3    | Allemagne de l'Est | Reinhard Theimer    | 72,02 m     |
| 4    | Hongrie            | Gyula Zsivótzky     | 69,68 m     |
| 5    | Allemagne de l'Est | Jochen Sachse       | 68,60 m     |
| 6    | Hongrie            | Lázár Lovász        | 66,90 m     |
| 7    | Hongrie            | Sándor Eckschmidt   | 66,02 m     |
| 8    | Royaume-Uni        | Howard Payne        | 65,90 m     |

## Lancer du javelot
| Rang | Pays             | Athlète            | Performance |
| ---- | ---------------- | ------------------ | ----------- |
| 1    | Union soviétique | Janis Lusis        | 91,52 m     |
| 2    | Finlande         | Pauli Nevala       | 89,58 m     |
| 3    | Pologne          | Janusz Sidlo       | 82,90 m     |
| 4    | Hongrie          | Gergely Kulcsár    | 81,14 m     |
| 5    | Pologne          | Wieslaw Sieránski  | 79,74 m     |
| 6    | Union soviétique | Janis Donins       | 79,10 m     |
| 7    | Finlande         | Esko Kuutti        | 78,84 m     |
| 8    | Pologne          | Wladyslaw Nikiciuk | 77,48 m     |

| Rang | Pays               | Athlète             | Performance |
| ---- | ------------------ | ------------------- | ----------- |
| 1    | Hongrie            | Angela Németh-Ránky | 59,76 m     |
| 2    | Hongrie            | Magda Paulányi      | 58,80 m     |
| 3    | Union soviétique   | Valentyna Evert     | 56,56 m     |
| 4    | Yougoslavie        | Natasa Urbancic     | 55,68 m     |
| 5    | Union soviétique   | Nina Marakina       | 55,34 m     |
| 6    | Pologne            | Daniela Jaworska    | 55,16 m     |
| 7    | Allemagne de l'Est | Marion Lüttge       | 53,76 m     |
| 8    | Pologne            | Cecylia Bajer       | 50,54 m     |

## 4 × 100 m relais
| Rang | Pays                 | Athlètes                                                               | Temps  |
| ---- | -------------------- | ---------------------------------------------------------------------- | ------ |
| 1    | France               | Alain Sarteur Patrick Bourbeillon Gérard Fenouil François Saint-Gilles | 38 s 8 |
| 2    | Union soviétique     | Alexander Lebedyev Vladislav Sapeya Nikolay Ivanov Valeriy Borzov      | 39 s 3 |
| 3    | Tchécoslovaquie      | Ladislav Kříž Dionys Szogedi Jiří Kynos Luděk Bohman                   | 39 s 5 |
| 4    | Pologne              | -                                                                      | 39 s 5 |
| 5    | Allemagne de l'Est   | Hans-Jürgen Bombach -                                                  | 39 s 6 |
| 6    | Allemagne de l'Ouest | -                                                                      | 39 s 6 |
| 7    | Yougoslavie          | -                                                                      | 39 s 7 |
| 8    | Italie               | -                                                                      | 39 s 8 |

| Rang | Pays                 | Athlètes                                                          | Temps  |
| ---- | -------------------- | ----------------------------------------------------------------- | ------ |
| 1    | Allemagne de l'Est   | Regina Höfer Renate Meissner Bärbel Podeswa Petra Vogt            | 43 s 6 |
| 2    | Allemagne de l'Ouest | Bärbel Hähnle Jutta Stöck Rita Jahn Ingrid Becker                 | 44 s 0 |
| 3    | Royaume-Uni          | Anita Neil Denise Ramsden Sheila Cooper Val Peat                  | 44 s 3 |
| 4    | France               | Véronique Grandrieux Gabrielle Meyer Nicole Pani Sylviane Telliez | 44 s 6 |
| 5    | Pologne              | -                                                                 | 44 s 7 |
| 6    | Union soviétique     | -                                                                 | 44 s 8 |
| 7    | Autriche             | -                                                                 | 45 s 8 |
| 8    | Suède                | -                                                                 | DNF    |

## 4 × 400 m relais
| Rang | Pays                 | Athlètes                                                             | Temps        |
| ---- | -------------------- | -------------------------------------------------------------------- | ------------ |
| 1    | France               | Gilles Bertould Christian Nicolau Jacques Carette Jean-Claude Nallet | 3 min 02 s 3 |
| 2    | Union soviétique     | Yevgeniy Borisenko Boris Savchuk Yuriy Zorin Aleksandr Bratchikov    | 3 min 03 s 0 |
| 3    | Allemagne de l'Ouest | Horst-Rüdiger Schlöske Ingo Röper Gerhard Hennige Martin Jellinghaus | 3 min 03 s 1 |
| 4    | Pologne              | -                                                                    | 3 min 03 s 1 |
| 5    | Italie               | -                                                                    | 3 min 04 s 1 |
| 6    | Royaume-Uni          | -                                                                    | 3 min 04 s 2 |
| 7    | Suède                | -                                                                    | 3 min 08 s 9 |
| 8    | Belgique             | -                                                                    | 3 min 10 s 8 |

| Rang | Pays                 | Athlètes                                                    | Temps        |
| ---- | -------------------- | ----------------------------------------------------------- | ------------ |
| 1    | Royaume-Uni          | Rosemary Stirling Patricia Lowe Janet Simpson Lillian Board | 3 min 30 s 8 |
| 2    | France               | Bernadette Martin Nicole Duclos Eliane Jacq Colette Besson  | 3 min 30 s 8 |
| 3    | Allemagne de l'Ouest | Christa Czekay Antje Gleichfeld Inge Eckhoff Christel Frese | 3 min 32 s 7 |
| 4    | Union soviétique     | -                                                           | 3 min 33 s 7 |
| 5    | Allemagne de l'Est   | -                                                           | 3 min 35 s 2 |
| 6    | Suède                | -                                                           | 3 min 35 s 4 |
| 7    | Hongrie              | -                                                           | 3 min 36 s 6 |
| 8    | Finlande             | -                                                           | 3 min 40 s 6 |

## 20 km marche
| Rang | Pays               | Athlète               | Temps             |
| ---- | ------------------ | --------------------- | ----------------- |
| 1    | Royaume-Uni        | Paul Nihill           | 1 h 30 min 48 s 0 |
| 2    | Roumanie           | Leonida Caraiosifoglu | 1 h 31 min 06 s 4 |
| 3    | Union soviétique   | Mykola Smaha          | 1 h 31 min 20 s 2 |
| 4    | Allemagne de l'Est | Gerhard Sperling      | 1 h 32 min 04 s 0 |
| 5    | Allemagne de l'Est | Hans-Georg Reimann    | 1 h 33 min 04 s 0 |
| 6    | Italie             | Abdon Pamich          | 1 h 34 min 15 s 0 |

## 50 km marche
| Rang | Pays               | Athlète             | Temps             |
| ---- | ------------------ | ------------------- | ----------------- |
| 1    | Allemagne de l'Est | Christoph Höhne     | 4 h 12 min 32 s 8 |
| 2    | Allemagne de l'Est | Peter Selzer        | 4 h 16 min 09 s 6 |
| 3    | Union soviétique   | Veniamin Soldatenko | 4 h 23 min 04 s 8 |
| 4    | Union soviétique   | Otto Barch          | 4 h 25 min 45 s 8 |
| 5    | Royaume-Uni        | Raymond Middleton   | 4 h 27 min 00 s 0 |
| 6    | Suède              | Stefan Ingversson   | 4 h 32 min 07 s 2 |

## Décathlon/Pentathlon
| Rang | Pays               | Athlète          | Performance |
| ---- | ------------------ | ---------------- | ----------- |
| 1    | Allemagne de l'Est | Joachim Kirst    | 8 041 pts   |
| 2    | Allemagne de l'Est | Herbert Wessel   | 7 828 pts   |
| 3    | Union soviétique   | Viktor Chelnokov | 7 801 pts   |
| 4    | Union soviétique   | Nikolay Avilov   | 7 779 pts   |
| 5    | Allemagne de l'Est | Rüdiger Demmig   | 7 631 pts   |
| 6    | Autriche           | Horst Mandl      | 7 579 pts   |
| 7    | Suède              | Lennart Hedmark  | 7 531 pts   |
| 8    | Suisse             | Urs Trautmann    | 7 487 pts   |

| Rang | Pays               | Athlète               | Performance |
| ---- | ------------------ | --------------------- | ----------- |
| 1    | Autriche           | Liese Prokop          | 5 030 pts   |
| 2    | Suisse             | Meta Antenen          | 4 793 pts   |
| 3    | Union soviétique   | Maria Sizyakova       | 4 773 pts   |
| 4    | Union soviétique   | Valentina Tikhomirova | 4 715 pts   |
| 5    | Pays-Bas           | Marjana Ackermans     | 4 701 pts   |
| 6    | Suisse             | Elisabeth Waldburger  | 4 648 pts   |
| 7    | Royaume-Uni        | Susan Scott           | 4 641 pts   |
| 8    | Allemagne de l'Est | Burglinde Pollak      | 4 598 pts   |

## Légende
- RE : Record d'Europe
- RC : Record des Championnats
- RN : Record national
- disq. : disqualification
- ab. : abandon